# Dai Shuangfei
Dai Shuangfei (chiń. 代爽飞; ur. 5 czerwca 1985 r.) – chińska narciarka dowolna, specjalizująca się w skokach akrobatycznych. W 2003 roku wywalczyła srebrny medal podczas mistrzostw świata juniorów w Marble Mountain. W 2007 roku wystąpiła na mistrzostwach świata w Madonna di Campiglio, gdzie zajęła 16. miejsce. Podczas rozgrywanych dwa lata później mistrzostw świata w Inawashiro  była osiemnasta. Najlepsze wyniki w Pucharze Świata osiągnęła w sezonie 2002/2003, kiedy to zajęła 19. miejsce w klasyfikacji generalnej. Nie startowała na igrzyskach olimpijskich. W 2011 roku zakończyła karierę.

## Osiągnięcia

### Mistrzostwa świata
| Miejsce | Dzień    | Rok  | Miejscowość          | Konkurencja        | Zwycięzca |
| ------- | -------- | ---- | -------------------- | ------------------ | --------- |
| 16.     | 10 marca | 2007 | Madonna di Campiglio | Skoki akrobatyczne | Li Nina   |
| 18.     | 4 marca  | 2009 | Inawashiro           | Skoki akrobatyczne | Li Nina   |

### Puchar Świata

#### Miejsca w klasyfikacji generalnej
- sezon 2002/2003: 19
- sezon 2003/2004: 64
- sezon 2005/2006: 126
- sezon 2006/2007: 25
- sezon 2007/2008: 35
- sezon 2008/2009: 32
- sezon 2009/2010: 36
- sezon 2010/2011: 58.

#### Miejsca na podium
1. Cypress Mountain – 10 lutego 2008 (skoki akrobatyczne) – 3. miejsce
2. Cypress Mountain – 6 lutego 2009 (skoki akrobatyczne) – 2. miejsce